# Apollonioi
Apollonioi  este un oraș în Grecia în prefectura Lefkada.